# North of 53 (film 1914)
North of 53 è un cortometraggio muto del 1914 diretto da Jay Hunt. Prodotto da Thomas H. Ince per la Kay-Bee Pictures, aveva come interpreti Richard Stanton, Rhea Mitchell, William Ehfe, J. Barney Sherry, Lorraine Huling.

## Trama
'Poleon e François, due cacciatori di pellicce, partono per il nord, per la consueta spedizione invernale di caccia. 'Poleon lascia la sorella Celestine sotto la protezione del fidanzato Jim Lewis, che lavora per la polizia a cavallo canadese. Ma dopo che Celestine, troppo innamorata, gli ha ceduto, Lewis non mantiene la promessa di sposarla e, temendo la vendetta del fratello, si dimette dal servizio delle Giubbe Rosse e parte anche lui per il nord. Quando 'Poleon torna, trova la sorella morta. Lui e l'amico giurano di vendicarla. 
Lewis, intanto, che ha cambiato nome, ha trovato un impiego in una ditta di pellicce ed è fidanzato con Annie MacDougal, la figlia del contabile. Annie, però, non ama quell'uomo che le è stato imposto dal padre e, prima del matrimonio, fugge via, cercando rifugio in una baita abbandonata dove si trovano già 'Poleon e François. Alla capanna giunge anche Lewis, alla ricerca di Annie. Alla vista dell'odiato Lewis, 'Poleon lo aggredisce. Tra i due uomini nasce una lotta feroce nella quale 'Poleon sta però per soccombere. In suo soccorso giunge François, che lo salva uccidendo Lewis.

## Produzione
Il film fu prodotto da Thomas H. Ince per la Kay-Bee Pictures.

## Distribuzione
Distribuito dalla Mutual, il film - un cortometraggio in due bobine - uscì nelle sale cinematografiche statunitensi il 26 febbraio 1914.